# Deutsche Gesellschaft für Suchtforschung und Suchttherapie
Die Deutsche Gesellschaft für Suchtforschung und Suchttherapie e. V. (DG-Sucht) mit Sitz in Hamm ist eine wissenschaftliche Fachgesellschaft mit dem Ziel der kritischen Reflexion und ständigen Verbesserung von Suchtforschung und Suchttherapie.

## Aufgaben
Das Themenspektrum reicht von der Substanzabhängigkeit (z. B. Alkoholismus und Drogensucht) bis zu substanzungebundener Sucht (wie z. B. pathologisches Spielen). Als interdisziplinäre Fachgesellschaft ist die DG Sucht für alle an dem Thema interessierten Berufsgruppen offen. Sie ist seit 1983 Mitglied der Arbeitsgemeinschaft der Wissenschaftlichen Medizinischen Fachgesellschaften (AWMF). Es bestehen Kooperationsbeziehungen zur Deutschen Hauptstelle für Suchtfragen in Hamm und dem Fachverband Sucht e. V. in Bonn.
Die Fachgesellschaft fördert den Erfahrungsaustausch zwischen Wissenschaft und Praxis sowie Forschungsaktivitäten. Sie trägt zur Konsensusbildung und zur Leitlinienentwicklung bei und veranstaltet und unterstützt Fachtagungen. Weiter gehört zu ihren Aufgaben die Beratung von wissenschaftlichen Gesellschaften, politisch Verantwortlichen und Behörden sowie Öffentlichkeitsarbeit. Die DG-Sucht fördert Aus-, Fort- und Weiterbildung sowie den Nachwuchs. Diesbezüglich arbeitet sie mit nationalen und internationalen Gesellschaften ähnlicher Zielsetzung zusammen.

## Geschichte
Die DG Sucht wurde 1978 auf Initiative von Dietrich Kleiner (1921–2008) aus einer Gruppe engagierter Mediziner, Psychologen und Juristen in Berlin gegründet. Bereits seit der Anfangsphase war die Veranstaltung von Kongressen eine Hauptaufgabe der DG Sucht. Bis 2008 wurden jeweils abwechselnd im zweijährlichen Rhythmus der Kongress und das Wissenschaftliche Gespräch abgehalten. Das Wissenschaftliche Gespräch hat das Ziel eines Expertenaustauschs zu einem vorgegebenen Thema im kleineren Rahmen, während der Kongress eine größere Themenbreite einer größeren Vielzahl von Interessierten nahebringt. Seit 2008 wird der Kongress als „Deutscher Suchtkongress“ jährlich abgehalten. Dabei wechselt die Leitung des Deutschen Suchtkongresses zwischen der DG Sucht und der Deutschen Gesellschaft für Suchtpsychologie. Die Kongresse fanden mit Unterstützung zahlreichen weiterer Fachgesellschaften und des Bundesministeriums für Gesundheit 2008 in Mannheim, 2009 in Köln, 2010 in Tübingen, 2011 in Frankfurt am Main, 2012 in Berlin, 2013 in Bonn, 2014 in Berlin, 2015 in Hamburg und 2016 in Berlin statt.
Seit 1990 gibt die DG Sucht gemeinsam mit der DHS die wissenschaftliche Zeitschrift „Sucht“ heraus. Die DG Sucht ist im Drogen- und Suchtrat der deutschen Bundesregierung sowie im Fachbeirat Glücksspielsucht vertreten. Die DG-Sucht verleiht jährlich einen Forschungspreis an Nachwuchswissenschaftler, der mit 1.000 Euro dotiert ist und auf dem Deutschen Suchtkongress überreicht wird. Zudem vergibt die Fachgesellschaft alle zwei Jahre gemeinsam mit der Oberberg Stiftung Matthias Gottschaldt und der Deutschen Suchtstiftung den mit 4.000 Euro dotieren Wilhelm Feuerlein-Forschungspreis für wissenschaftliche Arbeiten auf dem Gebiet der Suchtmedizin.

## Präsidenten
- 1978–1982 Wilhelm Feuerlein (München)
- 1982–1986 Joachim Gerchow (Frankfurt)
- 1986–1990 Klaus Wanke (Homburg, gest. 2011)
- 1990–1994 Hans Watzl (Konstanz)
- 1994–1998 Karl-Artur Kovar (Tübingen)
- 1998–2002 Jobst Böning (Würzburg)
- 2002–2006 Lutz Schmidt (Mainz)
- 2006–2010 Karl Mann (Mannheim)
- 2010–2021 Anil Batra (Tübingen)[16]
- Seit 2021 Eva Hoch

## Zeitschriften
- Sucht, Zeitschrift für Wissenschaft und Praxis. Hogrefe Verlag.[17]